# جمهورية أرمينيا الأولى
جمهورية أرمينيا الأولى (بالإنجليزية: First Republic of Armenia)‏ (بالأرمنية: Հայաստանի Հանրապետութիւն) والتي تُعرف في وقتها بجمهورية أرمينيا، كانت أول دولة أرمنية حديثة منذ سقوط مملكة أرمينيا الصغرى عام 1375. تأسست الجمهورية في الأراضي التي يسكنها الأرمن في الإمبراطورية الروسية المنهارة، والمعروفة باسم أرمينيا الشرقية أو أرمينيا الروسية. جاء معظم قادة الحكومة من الاتحاد الثوري الأرمني إيه أر أف أو (حزب الطاشناق).
حدت جمهورية أرمينيا الأولى جمهورية جورجيا الديمقراطية من الشمال، والإمبراطورية العثمانية من الغرب، وبلاد فارس من الجنوب، وجمهورية أذربيجان الديمقراطية من الشرق. تبلغ مساحتها الإجمالية نحو 70,000 كيلومتر مربع  174,000)كيلومتر مربع بموجب معاهدة (Sèvres ، ويبلغ عدد سكانها 1.3 مليون نسمة.
أعلن المجلس القومي الأرمني استقلال أرمينيا في 28 مايو 1918. منذ بدايتها، كانت أرمينيا تعاني من مجموعة متنوعة من المشاكل الداخلية والخارجية. نشأت أزمة إنسانية في أعقاب الإبادة الجماعية للأرمن حيث استقر هناك عشرات الآلاف من اللاجئين الأرمن من الإمبراطورية العثمانية. استمرت الجمهورية لأكثر من عامين، وشاركت خلالها في العديد من النزاعات المسلحة الناجمة عن خلاف الأراضي الإقليمية. بحلول أواخر عام 1920، غزا الجيش الأحمر السوفيتي أرمينيا. صدت الجمهورية الأولى، إلى جانب جمهورية أرمينيا الجبلية الغزو السوفيتي حتى يوليو 1921، حتى انتهاء استقلالها، حلت محلها الجمهورية الاشتراكية السوفيتية الأرمنية التي أصبحت جزءًا من الاتحاد السوفيتي في عام 1922. بعد سقوط الاتحاد السوفيتي، استعادت الجمهورية استقلالها لتصبح جمهورية أرمينيا الحالية في عام 1991.

## خلفية
أعطى الهجوم الروسي خلال حملة القوقاز في الحرب العالمية الأولى وما تلاها من احتلال وإنشاء حكومة إدارية مؤقتة الأملَ في إنهاء الحكم التركي العثماني في غرب أرمينيا. أحرز الجيش الروسي تقدماً على جبهة القوقاز، بمساعدة عدة كتائب من الأرمن الذين جُنِّدوا من الإمبراطورية الروسية، حيث تقدموا حتى مدينة إرزيروم في عام 1916. أحرز الروس تقدمًا كبيرًا حتى بعد إسقاط نيكولاس القيصر الثاني في فبراير 1917.
في مارس 1917، أنشأت الثورة التلقائية التي أطاحت بالقيصر نيكولاس وسلالة رومانوف إدارةً مؤقتةً، والمعروفة باسم الحكومة المؤقتة. بعد فترة وجيزة، استبدلت الحكومة المؤقتة إدارة الدوق الأكبر نيكولاس في القوقاز باللجنة الخاصة المكونة من خمسة أعضاء في منطقة القوقاز، والمعروفة بالاختصار «اوزاكوم». وكان من بينهم الديموقراطي الأرمني ميكايل بابادجانيان، وكان من المقرر أن تشفي الجروح التي سببها النظام القديم. أثناء القيام بذلك، كان من المفترض أن يكون لأرمينيا الغربية مفوض عام وكان من المقرر تقسيمها إلى مناطق تريبزوند وإرزروم وبيتليس وفان.
كان هذا المرسوم بمثابة تنازل كبير للأرمن: وُضعت أرمينيا الغربية تحت الحكم المركزي ومن خلالها تحت سلطة الأرمن المباشرة. عمل د. هاكوب زافرييف كمساعد للشؤون المدنية وهو بدوره تأكد من كون المسؤولين المدنيين أرمن فقط.
في أكتوبر 1917، استولى البلاشفة على السلطة من الحكومة المؤقتة وأعلنوا أنهم سيسحبون القوات من الجبهتين الغربية والقوقازية. رفض الأرمن والجورجيين ومسلمي القوقاز جميعًا شرعية البلاشفة.

## نحو الاستقلال
في 5 ديسمبر 1917، وقّعت الإمبراطورية العثمانية ومفوضية القوقاز هدنة أرزينجان، لإنهاء النزاع المسلح. بعد استيلاء البلشفيين على السلطة، اجتمع مؤتمر متعدد الجنسيات لممثلي القوقاز لإنشاء هيئة تنفيذية إقليمية مؤقتة تُعرف باسم سيم القوقاز. كان المفوضون والسيم مثقلين بشدة بحجة تشكيل جنوب القوقاز لوحدة متكاملة من الديمقراطية الروسية غير الموجودة. أمل النواب الأرمن في السيم في انتصار القوات المناهضة للبلشفية في روسيا في الحرب الأهلية الروسية ورفضوا أي فكرة للانفصال عن روسيا. في فبراير 1918، انضم الأرمن والجورجيون والمسلمون على مضض لتشكيل اتحاد القوقاز، ولكن استمرت النزاعات بين المجموعات الثلاث مع بدء تعثر الوحدة.
في 3 مارس 1918، أتبعت روسيا هدنة أرزينجان بمعاهدة بريست ليتوفسك وتركت الحرب. تنازلت عن الأرض من 14 مارس إلى أبريل 1918، عندما عُقد مؤتمر بين الإمبراطورية العثمانية ووفد السيم. بموجب معاهدة بريست ليتوفسك، سمح الروس للأتراك باستعادة السيطرة على المقاطعات الغربية الأرمنية، وكذلك السيطرة على محافظات كارس وباتوم وأردهان.
بالإضافة إلى هذه الأحكام، ألزم بندٌ سريٌ الأرمنَ والروس بتسريح قواتهم المتواجدة في كل من أرمينيا الغربية والشرقية. بعد قتل وترحيل معظم أرمن أرمينيا الغربية خلال الإبادة الجماعية للأرمن، كانت الإمبراطورية العثمانية تهدف إلى القضاء على السكان الأرمن في أرمينيا الشرقية. بعد وقت قصير من توقيع بريست ليتوفسك، بدأ الجيش التركي تقدمه، حيث سيطر على أرضروم في مارس وكارس في أبريل، حيث أمرت حكومة نيكولاي تشخيدزه القوقازية الجنود بالتخلي عنه هذه الأماكن. في 21 مايو، تقدم الجيش العثماني للأمام مرة أخرى.
في 11 مايو 1918، بدأ مؤتمر سلام جديد في باتوم. في هذا المؤتمر، وسع العثمانيون مطالبهم لتشمل تفليس، وكذلك الكسنادربول واشميادزين، والتي أرادوها لبناء خط سكة حديد لربط كارس وجولفا مع باكو. بدأ الأعضاء الأرمن والجورجيون في وفد الجمهورية بالمماطلة.
في 26 مايو 1918، أعلنت جورجيا استقلالها؛ في 28 مايو، وقعت معاهدة بوتي، وحصلت على الحماية من ألمانيا. في اليوم التالي، أعلن المجلس الوطني الإسلامي في تيفليس عن تأسيس جمهورية أذربيجان الديمقراطية.

أعلن المجلس القومي الأرمني بعد أن تخلى عنه حلفائه الإقليميون، ومقره تيفليس ويقوده المثقفون الأرمن الروس الذين يمثلون المصالح الأرمنية في القوقاز، استقلاله في 28 مايو. وقد أرسل هوفهان كاجازني وألكساندر خاتيسيان، وكلاهما من أعضاء الاتحاد الثوري الأرمني، إلى يريفان لتولي السلطة وأصدروا البيان التالي في 30 مايو (بأثر رجعي إلى 28 مايو):
"في ضوء حل الوحدة السياسية في القوقاز والوضع الجديد الناشئ عن إعلان استقلال جورجيا وأذربيجان، يعلن المجلس القومي الأرمني نفسه أنه الإدارة العليا والوحيدة للمقاطعات الأرمنية. بسبب بعض الظروف الخطيرة، يتولى المجلس الوطني جميع الوظائف الحكومية مؤقتًا، حتى تشكيل حكومة وطنية أرمنية، من أجل تولي القيادة السياسية والإدارية للمقاطعات الأرمنية. 
في هذه الأثناء، استولى الأتراك على ألكساندروبول وكانوا عازمين على القضاء على مركز المقاومة الأرمنية في يريفان. استطاع الأرمن تجنب الهزيمة الكاملة وتوجيه ضربات ساحقة للجيش التركي في معارك ساردارابات وكاراكيليسا وأبران. اضطرت جمهورية أرمينيا إلى رفع دعوى للنقاش في معاهدة باتوم، التي وُقِعت في باتوم في 4 يونيو 1918. وكانت أول معاهدة لأرمينيا.
بعد أن استولت الإمبراطورية العثمانية على مساحات شاسعة من الأراضي وفرضت ظروفا قاسية، تُركت الجمهورية الجديدة بمساحة 10000 كيلومتر مربع.

## الإدارة
في 30 مايو 1918، قرر الاتحاد الثوري الأرميني أن تكون أرمينيا جمهورية تحت حكومة ائتلافية مؤقتة. نص الإعلان على أن جمهورية أرمينيا ستتمتع بالحكم الذاتي، وبدستورٍ، وتفوق سلطة الدولة، والاستقلال، والسيادة، وسلطة المندوبين المفوضين. أصبح كاجازوني أول رئيس وزراء للبلاد وكان آرام مانوكيان أولَ وزيرٍ للداخلية.
يمنح الدستور حق الاقتراع العام لجميع المواطنين، لجميع المؤهلين للتصويت، الذين كانوا بعمرالعشرينَ عامًا على الأقل. جرت أول انتخابات بموجب الدستور الجديد في الفترة من 21 إلى 23 يونيو 1919 ومن بين 80 عضوًا الذين اُنتخبوا في البرلمان، كانت هناك ثلاث نساء: بيرشوهي بارتيزبانيان-بارسيغيان، وفارفارا سهاكيان وكاترين زاليان-مانوكيان.
أنشأت أرمينيا وزارة الداخلية وأنشأت قوة شرطة. أقر البرلمان الأرمني قانونًا للشرطة في 21 أبريل 1920، يحدد هيكله واختصاصه ومسؤولياته. كانت وزارة الداخلية مسؤولة أيضًا عن الاتصالات والبرق والسكك الحديدية ونظام المدارس العامة، بالإضافة إلى تطبيق القانون والنظام. جاءت الإصلاحات قريبًا وأصبحت كل من هذه الدوائر وزاراتٍ بحد ذاتها.
في عام 1919، كان على زعماء الجمهورية التعامل مع قضايا على ثلاث جبهات: المحلية والإقليمية والدولية.

انهار المؤتمر الأرمني لأرمن الشرق الذي سيطر على الحكم في عام 1918، وفي يونيو 1919، عُقدت أول انتخابات وطنية. خلال العشرينات من القرن الماضي، والتي بدأت تحت رئاسة هوفهان كاجازني، ساعد الأرمن من داخل الإمبراطورية الروسية السابقة والولايات المتحدة في تطوير النظام القضائي للجمهورية الناشئة. في يناير 1919 أنهى البرلمان الأرمني معلمًا هامًا آخرًا، وهو افتتاح أول جامعة حكومية في البلاد، جامعة ولاية يريفان.

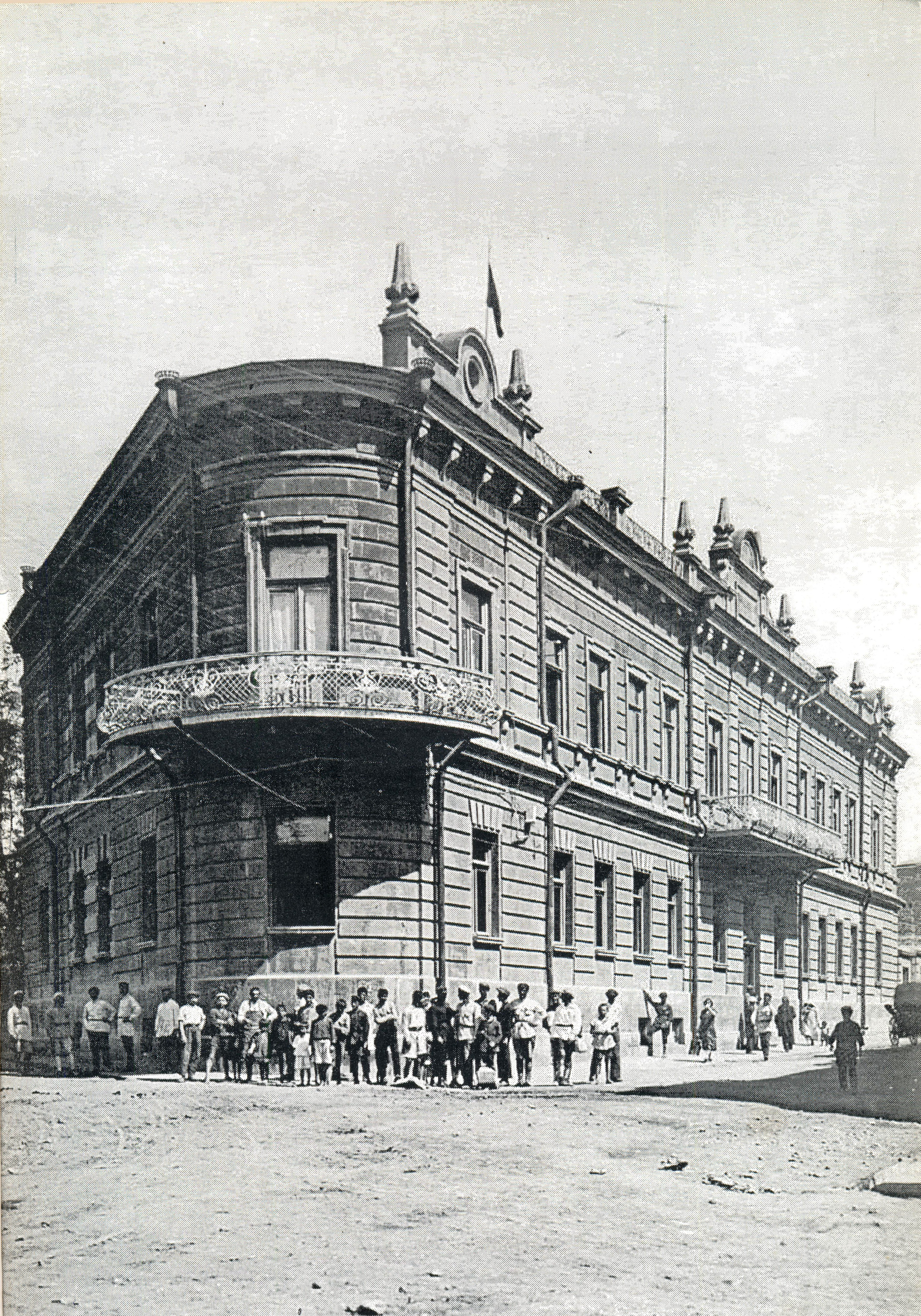
مبنى حكومة جمهورية أرمينيا الأولى في يريفان